# Marco Lurio
Marco Lurio (in latino Marcus Lurius; fl. I secolo a.C.) è stato un militare latino al tempo di Augusto.

## Biografia
Fu prefetto della Sardegna tra il 44 a.C. ed il 40 a.C. e fu un fedele collaboratore di Ottaviano. Fu cacciato dall'isola da Menodoro, luogotenente di Sesto Pompeo, che con la sua flotta dominava il Mar Mediterraneo.
Nella battaglia di Azio del 31 a.C. fu comandante dell'ala destra della flotta.